# Embajada de España en Estados Unidos
La Embajada de España en Estados Unidos es la máxima misión diplomática del Reino de España en los Estados Unidos de América.

## Embajador
La actual embajadora es Ángeles Moreno Bau, quien fue nombrada por el gobierno de Pedro Sánchez en enero de 2024.

## Misión diplomática
El Reino de España mantiene su representación diplomática en la embajada ubicada en Washington D. C., capital federal de Estados Unidos, que fue elevada a la categoría de embajada en 1913.
Además España posee una serie de consulados generales en el país norteamericano:
- Consulado General en Boston: con jurisdicción sobre asuntos en Maine, Massachusetts, Nuevo Hampshire, Rhode Island, Vermont.
- Consulado General en Chicago: cuya área comprende los estados de Illinois, Indiana, Iowa, Kansas, Nebraska, Dakota del Norte, Dakota del Sur, Ohio, Kentucky, Míchigan, Minnesota, Misuri, Wisconsin.
- Consulado General en Houston: con jurisdicción sobre Alabama, Arkansas, Luisiana, Misisipi, Tennessee, Nuevo México, Oklahoma, Texas.
- Consulado General en Los Ángeles: con autoridad sobre los estados de California (condados de Imperial, Kern, Los Ángeles, Orange, Riverside, Bernardino, San Diego, San Luis Obispo, Santa Bárbara y Ventura), Arizona, Colorado, Utah.
- Consulado General en Miami: encargado en los estados de Florida, Carolina del Sur, Georgia.
- Consulado General en Nueva York: cuya área comprende Nueva York, Connecticut, Delaware, Pensilvania, Nueva Jersey.
- Consulado General en San Francisco: Alaska, California (salvo parte sur), Hawái, Idaho, Montana, Nevada, Oregón, Washington, Wyoming.
- Consulado General en Washington D. C.: Maryland, Virginia, Virginia Occidental, Distrito de Columbia y Carolina del Norte.

## Historia

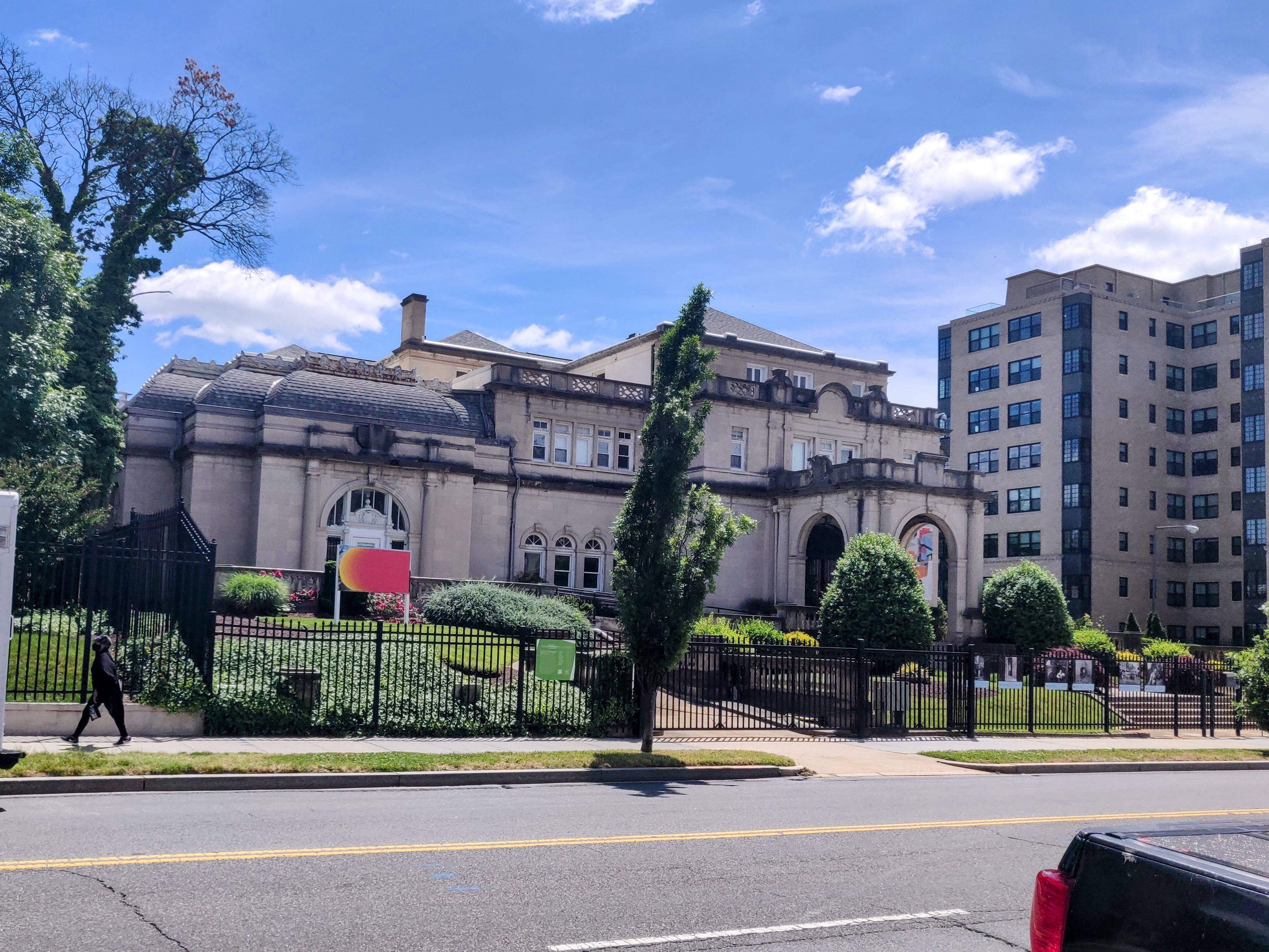
Antigua residencia del embajador de España y ahora actual Instituto Cultural de España localizado en 2801 16th Street, Washington D. C.

Las relaciones diplomáticas se remontan al siglo XVIII cuando España ayudó militarmente a las colonias británicas de América a obtener la independencia, concretada finalmente en 1783. Las relaciones se mantuvieron estables durante el siglo XIX aunque con fases de tensión en cuanto a la fijación de las fronteras entre ambos países en la zona de Luisiana y Florida, así como las apetencias estadounidenses de hacerse con Cuba, entonces colonia española, que casi llegan a un enfrentamiento militar por el asunto del Virginius (1873).
Finalmente, España y Estados Unidos entraron en guerra en 1898 por la que España perdió Cuba, Puerto Rico, Guam y Filipinas. Las relaciones quedaron normalizadas desde 1899, pero el apoyo del régimen de Franco a las potencias del Eje durante la Segunda Guerra Mundial (1939-1945) determinó el distanciamiento diplomático. No obstante, en el contexto de la Guerra Fría, el anticomunismo del gobierno español de Franco favoreció el acercamiento, concretado en 1953 con el Pacto de Madrid y en 1959 con la visita del presidente Dwight D. Eisenhower.
Con el restablecimiento de la democracia en España, las relaciones entre ambos países se han afianzado en el plano político, económico, militar como socios en la OTAN y policial en la lucha contra el terrorismo.

## Territorios no incorporados de los Estados Unidos
Son aquellos territorios que, aun estando bajo soberanía estadounidense, no forman parte del territorio nacional de los Estados Unidos, pero los territorios no tienen representación diplomática, moneda ni defensa propias, tampoco están considerados estados independientes por la comunidad internacional. Ante esto la representación entre España y estos territorios se deben hacer a través de la Embajada española en Washington.
Así, el Consulado General de San Francisco presta sus servicios en los territorios no incorporados organizados de Islas Marianas del Norte, Guam y el no organizado de Samoa Americana, mientras que el Consulado General en San Juan tiene jurisdicción sobre el Estado Libre Asociado de Puerto Rico y el territorio no incorporado de Islas Vírgenes de los Estados Unidos.